# منظمة طلبة طب الأسنان الدولية
منظمة طلبة طب الأسنان الدولية The International Association of Dental Students -IADS- هي منظمة غير حكومية تمثل طلاب طب الأسنان حول العالم. تأسست المنظمة في سبتمبر 1951 خلال الجمعية العمومية الأولي له التي انعقدت في كوبنهاغن، الدنمارك.